# Medribnik
Medribnik este o localitate din comuna Cirkulane, Slovenia, cu o populație de 128 de locuitori.